# Nästan-perfekt tal
Inom talteorin är ett nästan-perfekt tal ett naturligt tal n så att summan av alla delare till n är lika med 2n - 1. De enda kända nästan-perfekta tal är av formen 2k för något naturligt tal k. Det har inte visats att alla nästan-perfekta tal är av denna form. 
Nästan-perfekta tal under 1000 är därför: 1, 2, 4, 8, 16, 32, 64, 128, 256 och 512.
Nästan-perfekta tal är defekta.

## Egenskaper
- Om n är ett udda nästan-perfekt tal är n(2n−1) ett Descartestal.